# Stefan Fäth
Stefan Fäth (* 1993) ist ein deutscher Koch.

## Werdegang
Fäth begann mit 15 Jahren mit der Ausbildung in Mespelbrunn. Dann ging er zum Tiger-Gourmetrestaurant bei Alfred Friedrich in Frankfurt (ein Michelinstern), zum Restaurant Favorite in Mainz (ein Michelinstern) und wurde dann Souschef bei Dieter Müller auf der MS Europa. Darauf wechselte zum Restaurant Seven Seas bei Karlheinz Hauser in Hamburg (zwei Michelinsterne). Von Mitte bis Ende 2018 kochte er im Restaurant Jellyfish bei Stefan Barnhusen in Hamburg (ein Michelinstern).
2019 wurde er Küchenchef im Relais & Châteaux Hotel Jagdhof Glashütte in Bad Laasphe.
Im September 2019 machte er sich mit dem Restaurant Jellyfish in Hamburg selbständig, das im Mai zuvor von Stefan Barnhusen aufgrund Vandalismus-Attacken aufgegeben wurde. 2022 wurde das Restaurant mit einem Michelinstern ausgezeichnet.

## Auszeichnungen
- 2022: Ein Michelinstern für das Restaurant Jellyfish in Hamburg[5]